# Galeotto

Escudo de armas imaginario de Galeotto.

Galeoto es un nombre literario de origen francés que aparece en varias obras clásicas. En el siglo siglo XII, en las novelas del ciclo bretón se presenta como «Galehaut» o «Galehault», y es intermediario en los amoríos de Lancelot y Ginebra.
También aparece en la Divina Comedia de Dante, en el episodio de los dos cuñados amantes, Paolo y Francesca, así como al principio del Decamerón de Boccaccio como el ‘príncipe Galeotto’.